# Camponotus sericeus
Camponotus sericeus är en myrart som först beskrevs av Fabricius 1798.  Camponotus sericeus ingår i släktet hästmyror, och familjen myror.

## Underarter
Arten delas in i följande underarter:
- C. s. euchrous
- C. s. opaciventris
- C. s. peguensis
- C. s. sanguiniceps
- C. s. sericeus
- C. s. sulgeri

## Bildgalleri

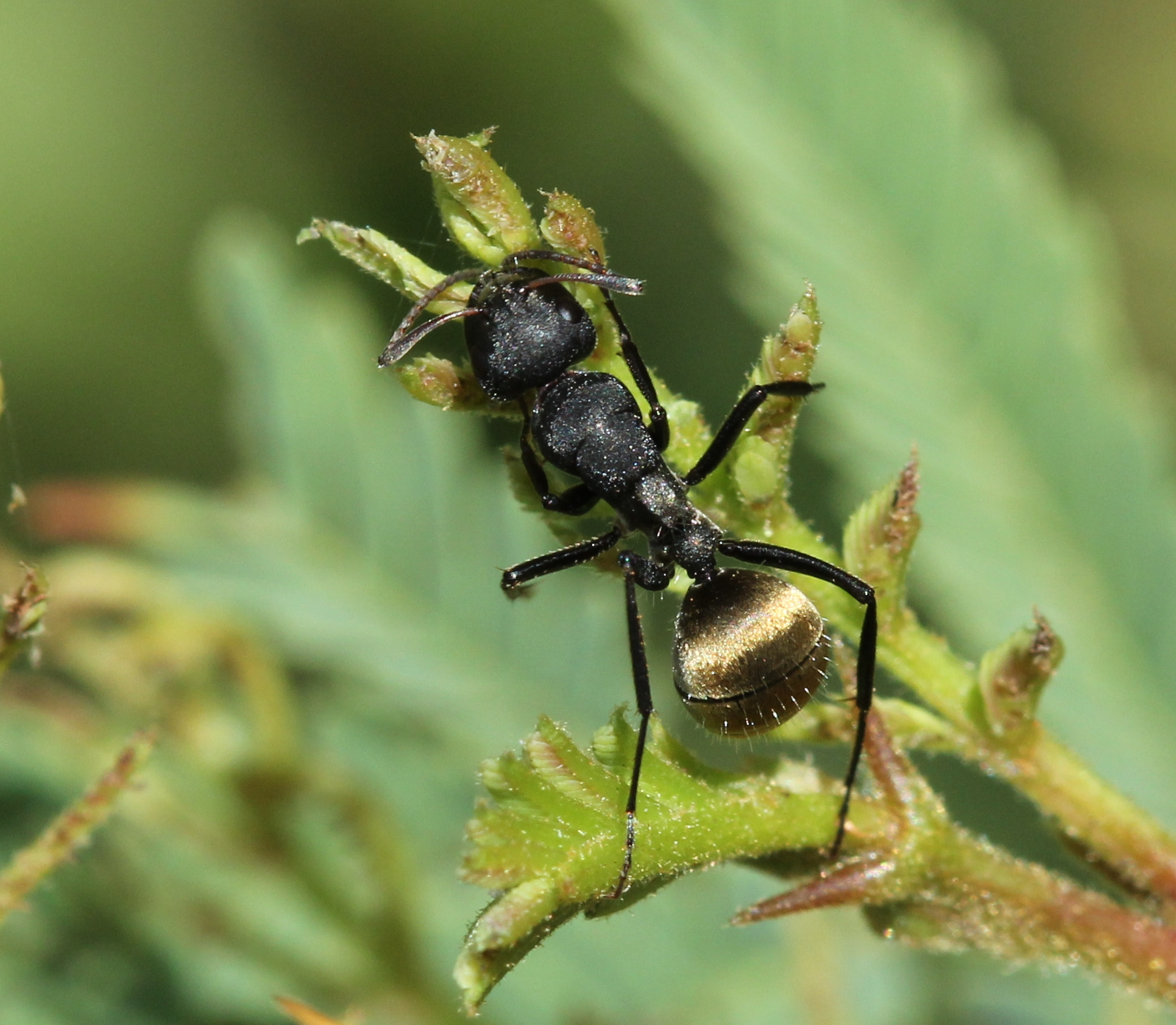